# Are You Ready for the Sun
Are You Ready for the Sun è un singolo del cantautore polacco Mariusz Duda, pubblicato il 21 agosto 2020.

## Descrizione
Si tratta del secondo brano appartenente alla serie dei «brani sottocutanei» ideata dall'artista a inizio 2020 e ha visto la partecipazione vocale di Chloë Alper dei Pure Reason Revolution.

## Video musicale
Il video, pubblicato in concomitanza con il lancio del singolo, è stato diretto da Thomas Hicks e mostra un'animazione dei vari dettagli ispirati alla copertina del singolo stesso.

## Tracce
Testi e musiche di Mariusz Duda.
1. Are You Ready for the Sun – 3:45

## Formazione
Crediti tratti dal sito ufficiale di Duda.
Musicisti
- Mariusz Duda – voce, chitarra acustica, basso, tastiera
- Chloë Alper – cori
- Maciek Gołyźniak – batteria, percussioni

Produzione
- Mariusz Duda – produzione
- Magda Srzedniccy – produzione, registrazione, missaggio, mastering
- Robert Srzedniccy – produzione, registrazione, missaggio, mastering
- Maciek Gołyźniak – registrazione batteria e percussioni
- Hajo Müller – copertina